# Prêmio Bibi Ferreira 2022
A 9ª Edição da Cerimônia de Entrega dos Prêmios Bibi Ferreira ocorreu no dia 21 de setembro de 2022, no Teatro Santander, na cidade de São Paulo.

## Cerimônia
O período de elegibilidade se iniciou em 1 de julho de 2021 e se estendeu até 30 de junho de 2022, acompanhando produções de musicais e peças teatrais em cartaz na cidade. Em 16 de agosto foram anunciados os indicados às 29 categorias.
A cerimônia foi apresentada por Alessandra Maestrini e Miguel Falabella.
O musical A Família Addams lidera as indicações, vencendo em 4 categorias.

## Indicados e vencedores[4]

### Teatro Musical
| Melhor Musical | Melhor Musical Brasileiro |
| --- | --- |
| A Família Addams - Brenda Lee, O Palácio das Princesas - Charlie e a Fantástica Fábrica de Chocolate - Chicago - Conserto Para Dois, O Musical - Donna Summer, Musical - Sweeney Todd | Conserto Para Dois, O Musical - Bom Dia Sem Companhia - Brenda Lee, O Palácio das Princesas - Nautopia - Tatuagem |
| Melhor Versão em Musicais | Melhor Direção em Musicais |
| Charlie e a Fantástica Fábrica de Chocolate – Mariana Elisabetsky e Victor Mühletahler - Meninos Nus Cantando – Rafael Oliveira - Sweeney Todd – Fernanda Maia | Zé Henrique de Paula – Sweeney Todd - Federico Bellone – A Família Addams - John Stefaniuk – Charlie e a Fantástica Fábrica de Chocolate - Kleber Montanheiro – Tatuagem - Miguel Falabella – Donna Summer, o Musical                                                                     |
| Melhor Ator | Melhor Atriz |
| Jarbas Homem de Mello – Conserto para Dois, O Musical como Ângelo Rinaldo - Marcel Octavio – Assassinato para Dois como Vários Personagens - Murilo Rosa – Barnum – O Rei do Show como Barnum - Rodrigo Lombardi – Sweeney Todd como Sweeney Todd - Velson D’Souza – Silvio Santos Vem Aí! como Silvio Santos | Andrezza Massei – Sweeney Todd como Dona Lovett - Carol Costa – Chicago como Roxie Hart - Cláudia Raia – Conserto para Dois, O Musical como Luna de Palma - Karin Hils – Donna Summer, Musical como Donna Summer - Marisa Orth – A Família Addams como Mortícia Addams                    |
| Ator Coadjuvante | Atriz Coadjuvante |
| André Torquato – Tatuagem como Adam/Léo - Frederico Silveira – A Família Addams como Mal Beineke - Ghui Leal – Charlie e a Fantástica Fábrica de Chocolate como Sr. Bauregarde - Lucas Cândido – Chicago como Mary Sunshine - Rodrigo Miallaret – Charlie e a Fantástica Fábrica de Chocolate como Vovô Joe   | Marina Mathey – Brenda Lee, O Palácio das Princesas como Cinthia - Giulia Nadruz – Barnum – O Rei do Show como Jenny Lind - Kiara Sasso – Barnum – O Rei do Show como Charity Barnum - Lilian Valeska – Chicago como Mama Morton - Pamela Rossini – A Família Addams como Wandinha Addams |
| Revelação em Musicais | Direção Musical |
| Verónica Valenttino – Brenda Lee, O Palácio das Princesas - Cleomácio Inácio – Tatuagem - Dennis Pinheiro – Sweeney Todd - Diva Menner – Barnum – O Rei do Show - Marina Mathey – Brenda Lee, O Palácio das Princesas                                                                                         | Thiago Rodrigues – A Família Addams - Daniel Rocha - Charlie e a Fantástica Fábrica de Chocolate - Marcelo Caldi - A Hora Da Estrela Ou O Canto De Macabéa - Marco França - Tatuagem - Thiago Gimenes - Barnum – O Rei do Show                                                            |
| Melhor Cenografia | Melhor Figurino |
| A Família Addams – Federico Bellone - Barnum – O Rei do Show - Rogério Falcão - Donna Summer, Musical - Turibio Santos e Zezinho Santos | Sweeney Todd – João Pimenta - A Família Addams - Fabio Namatame - Donna Summer, o Musical - Theo Cochrane |
| Melhor Roteiro Original | Melhor Letra e Música |
| Brenda Lee, O Palácio das Princesas – Fernanda Maia - Conserto para Dois, O Musical - Anna Toledo - Naurotopia - Daniel Salve | Naurotopia – Daniel Salve - Bom dia Sem Companhia - Elton Towersey e Vitor Rocha - Conserto para Dois, O Musical - Anna Toledo, Thiago Gimenes e Tony Lucchesi |
| Melhor Coreografia | Melhor Arranjo Original |
| Donna Summer, o Musical – Bárbara Guerra - Cabaré dos Bichos - Gabriel Malo - Conserto para Dois, O Musical - Katia Barros | Tatuagem – Marco França - Donna Summer, o Musical - Carlos Bauzys - Morte e Vida Severina - Marco França |
| Melhor Desenho de Luz | Melhor Desenho de Som |
| Donna Summer, o Musical – Caetano Vilela - A Família Addams - Valerio Tiberi e Emanuel Aglati - Charlie e a Fantástica Fábrica de Chocolate - Mike Robertson | Charlie e a Fantástica Fábrica de Chocolate – Gastón Briski - Barnum – O Rei do Show - Tocko Michelazzo - Morte e Vida Severina - Marcelo Claret |
| Melhor Visagismo em Musicais | |
| A Família Addams – Eliseu Cabral e Feliciano San Roman - Conserto Para Dois, o Musical - Dicko Lorenzo - Sweeney Todd - Dhiego Durso e Feliciano San Roman | |

### Peça Teatral
| Melhor Peça | Melhor Direção em Peça de Teatro |
| --- | --- |
| Brilho Eterno - A Flor do Meu Bem Querer - Misery - Tectônicas - Terremotos | Marco Antônio Pâmio - Terremotos - Bruno Guida - Bárbara - Eric Lenate - Misery - Jorge Farjalla - Brilho Eterno - Mika Lins - Pós-F |
| Melhor Ator | Melhor Atriz |
| Eduardo Martini - Simplesmente Clô como Clodovil Hernandes - André Garolli - Tectônicas como Jorge - Luiz Amorim - O Vendedor de Sonhos como Mestre - Marcello Airoldi - Misery como Paul Sheldon - Reynaldo Gianecchini - Brilho Eterno como Jesse | Marisa Orth - Bárbara como Bárbara - Cláudia Missura - Benditas Mulheres como Otila - Lília Cabral - A Lista como Laurita - Mel Lisboa - Misery como Annie Wilkes - Paloma Bernardi - Terremotos como Maya                                                                |
| Melhor Ator Coadjuvante | Melhor Atriz Coadjuvante |
| Luiz Guilherme - Terremotos como Rubens Kramer - Giovani Tozi - Terremotos como Estevão - Marcelo Ullmann - A Pane - Nilton Bicudo - A Flor do Meu Bem Querer como Chico Lima - Oswaldo Mendes - A Pane                                             | Renata Brás - Brilho Eterno como Celine - Giulia Bertolli - A Lista como Amanda - Grace Gianoukas - Procuro o Homem da Minha Vida, Marido Já Tive - Regina Remencius - Terremotos como Virgína Cavendish - Totia Meireles - Procuro o Homem da Minha Vida, Marido Já Tive |
| Melhor Cenografia | Melhor Desenho de Luz |
| Terremotos – Duda Arruk - A Mentira - Zezinho Santos e Turibio Santos - Brilho Eterno - Rogério Falcão - Misery - Eric Lenate - Tectônicas - Marcelo Lazzaratto                                                                                     | Brilho Eterno – Cesar Pivetti - Tectônicas - Wagner Freire - Terremotos - Wagner Antônio |
| Melhor Figurino | Melhor Dramaturgia |
| Terremotos – Fábio Namatame - Teatro para Quem Não Gosta - Fábio Namatame | Tectônicas – Samir Yazbek - A Flor do Meu Bem Querer - Juca de Oliveira - A Lista - Gustavo Pinheiro - Benditas Mulheres - Célia Forte |

## Prêmios Especiais
- Voto Popular = Chicago
- Prêmio de Honra = Juca de Oliveira

## Resumo
Lista de espetáculos com mais de uma indicação:
| Programa                                      | Indicações | Vitórias |
| --------------------------------------------- | ---------- | -------- |
| A Família Addams                              | 10         | 4        |
| Terremotos                                    | 9          | 4        |
| Sweeney Todd                                  | 8          | 3        |
| Charlie e a Fantástica Fábrica de Chocolate   | 8          | 2        |
| Donna Summer, Musical                         | 8          | 2        |
| Conserto Para Dois, O Musical                 | 8          | 2        |
| Barnum – O Rei do Show                        | 7          | 0        |
| Brenda Lee, O Palácio das Princesas           | 6          | 3        |
| Brilho Eterno                                 | 6          | 3        |
| Tatuagem                                      | 6          | 2        |
| Tectônicas                                    | 5          | 1        |
| Misery                                        | 5          | 0        |
| Chicago                                       | 4          | 0        |
| A Flor do Meu Bem Querer                      | 3          | 0        |
| A Lista                                       | 3          | 0        |
| Nautopia                                      | 2          | 1        |
| Bárbara                                       | 2          | 1        |
| Bom Dia Sem Companhia                         | 2          | 0        |
| Morte e Vida Severina                         | 2          | 0        |
| Benditas Mulheres                             | 2          | 0        |
| A Pane                                        | 2          | 0        |
| Procuro o Homem da Minha Vida, Marido Já Tive | 2          | 0        |

## Apresentações

### Apresentações principais
- Mel Lisboa e Marcello Airoldi - Apresentação dos prêmios Melhor Ator Coadjuvante e Melhor Atriz Coadjuvante em Peças de Teatro e em Musicais
- Mateus Ribeiro - Apresentação do musical Sweeney Todd
- Carol Costa e Ivan Parente - Apresentação dos prêmios Melhor Figurino e Melhor Cenografia em Musicais e em Peça de Teatro
- Anna Toledo - Apresentação do musical Conserto para Dois, o Musical
- Cleomácio Inácio e Verónica Valenttino - Apresentação dos prêmios Melhor Visagismo e Desenho de Luz em Musicais e em Peças de Teatro
- Bárbara Guerra - Apresentação do musical Donna Summer, o Musical
- Jarbas Homem de Mello e Giulia Nadruz - Apresentação dos prêmios Melhor Desenho de Som e Melhor Arranjo Original em Musicais
- Alessandra Maestrini - Apresentação de número musical brasileiro
- Eduardo Martini e Paloma Bernardi - Apresentação dos prêmios Melhor Coreografia e Melhor Direção em Musicais
- Myra Ruiz - Apresentação do prêmio Voto Popular de Melhor Espetáculo
- Léo Stefanini - Homenagem a Juca de Oliveira
- Fernanda Maia e Rafa Miranda - Apresentação do musical Brenda Lee e o Palácio das Princesas
- Karin Hils e Gabriel Vicente - Apresentação dos prêmios Letra e Música e Roteiro Original em Musicais e Melhor Dramaturgia em Peças de Teatro
- Lilian Valeska - Apresentação do musical Chicago
- Adriana Lessa e Hugo Bonemer - Apresentação dos prêmios Melhor Direção em Peça de Teatro e em Musicais
- Tiago Barbosa e Luisa Bresser - Apresentação do prêmio Revelação Musical
- Frederico Silveira - Apresentação do musical A Família Addams
- Miguel Falabella e Alessandra Maestrini - Apresentação dos prêmios Melhor Ator e Melhor Atriz em Musicais e em Peças de Teatro, Melhor Musical Brasileiro, Melhor Peça de Teatro e Melhor Musical

### Números musicais
- Miguel Falabella e Alessandra Maestrini - Abertura
- Andrezza Massei e Zé Henrique de Paula - Apresentação do número musical "A Torta Mais Ruim de Londres" de Sweeney Todd
- Jarbas Homem de Mello e Guilherme Terra - Apresentação do número musical "Há Mares que Vêm pra Bem" de Conserto para Dois, o Musical
- Karin Hils - Apresentação do número musical "I Feel Love/Last Dance" de Donna Summer, o Musical
- Elenco de Bom Dia sem Companhia, Tatuagem e Nautopia - Medley dos números musicais
- Marina Mathey e Verónica Valenttino - Apresentação do número musical "Nasceu Caetana" de Brenda Lee e o Palácio das Princesas
- Carol Costa - Apresentação do número musical "Roxie" de Chicago
- Pamela Rossini - Apresentação do número musical "Bom Caminho" de A Família Addams

## Informações da cerimônia
Marllos Silva, idealizador da premiação, iniciou a noite ressaltando a importância da união e valorização da classe artística de teatro frente a sociedade e ao governo. 
Foi comemorado também o aniversário de 10 anos do Prêmio Bibi Ferreira, assim como o lançamento de uma série em streaming sobre o teatro musical brasileiro, "O Coro: Sucesso, Aqui Vou Eu", pela plataforma Disney+. 
Durante as apresentações musicais e discursos, houve manifestações políticas por conta dos ataques à classe artística realizadas durante os últimos anos. 
Na edição, Marina Mathey e Verónica Valenttino foram consagradas como as primeiras atrizes trans a vencerem a premiação.

## In Memoriam
- Rodrigo Calleja - fotógrafo
- Letieres Leite - maestro e diretor musical
- Stephen Sondheim - letrista e compositor
- Noemi Gerbelli - atriz e diretora
- Françoise Forton - atriz
- Isaac Bardavid - ator, dublador e poeta
- Elifas Andreato - artista plástico, cenógrafo, letrista e ilustrador
- Suzana Faini - atriz e bailarina
- Breno Silveira - diretor, cineasta e fotógrafo
- Milton Gonçalves - ator, diretor, cantor, dublador e produtor
- Rubens Caribé - ator, cantor e bailarino
- Marilu Bueno - atriz
- Peter Brook - diretor de teatro e autor
- Denis Briganti - coordenador técnico
- Sérgio Paulo Rouanet - criador da Lei Rouanet
- Jô Soares - humorista, apresentador de TV, escritor, dramaturgo, diretor teatral, ator e músico
- Olivia Newton-John - atriz
- Cláudia Jimenez - atriz